# 枡谷寅吉
枡谷 寅吉（ますたに とらきち、1878年11月14日 - 1953年12月15日）は、日本の政治家。衆議院議員（4期）。勲等は勲四等。

## 経歴
大阪市生まれ。漢学を学ぶ。土木建築請負業に従事し、会社顧問となる。港区九条通連合青年団長となる。南海興業(株)取締役ほか数社の重役を務めた。
1921年6月から1929年5月まで、港区選出の大阪市会議員を2期務めた。
1928年の第16回衆議院議員総選挙において大阪1区(当時)から立憲民政党公認で立候補して立候補して初当選。以来連続4期務める。1937年の第20回衆議院議員総選挙で落選し、政界を引退した。1953年死去。